# Kaple Korunování a Nanebevzetí Panny Marie (Kyjov)
Kaple Korunování a Nanebevzetí Panny Marie (dříve nazývaná také kaple Nanebevstoupení Páně) je římskokatolická sakrální stavba v Kyjově (místní část města Krásná Lípa). Pozdně barokní kaple pochází z roku 1832 a v roce 2016 prošla celkovou rekonstrukcí.

## Historie
Na místě kaple stávala původně kamenná boží muka z 18. století. Ta zdobil obraz Nejsvětější Trojice a pravděpodobně nebyla celkově příliš umělecky povedená. Roku 1832 uspořádali kyjovštví farníci sbírku, ze které zaplatili stavbu kaple na vrchnostenském pozemku. Z neznámého důvodu však nedošlo na její požehnání. Drobná stavba byla skromně zařízená, k nejcennějším částem vybavení patřil obraz s motivem Korunování a Nanebevzetí Panny Marie, podle kterého získala své označení. Až do druhé světové války vycházela od kaple pravidelně procesí ke křížům v okolí. Po vysídlení původních obyvatel byla tradice přerušena, stavba chátrala a byla vykradena. Dílčí opravy proběhly roku 1980, spolu s vedlejší studánkou prošla celkovou rekonstrukcí až v roce 1991. Následujícího roku na svátek Nanebevstoupení Páně (28. května 1992) kapli požehnal varnsdorfský děkan P. Alexej Baláž. Další celková rekonstrukce proběhla v roce 2016, po které následovalo požehnání. Toho se dne 1. června 2017 ujal probošt litoměřické kapituly Jiří Hladík, který pochází z Krásné Lípy. Kaple Korunování a Nanebevzetí Panny Marie je ve vlastnictví města Krásná Lípa a není památkově chráněná. Pravidelné bohoslužby se zde neslouží.

## Popis
Kamenná kaple stojí na obdélném půdorysu s trojbokým závěrem a je částečně zasazena do svahu. Průčelí dominuje trojúhelníkový štít s prázdnou prosklenou nikou, který odděluje výrazná římsa. Vchod je obdélný, boční okna malá, rovněž obdélná. Fasáda je oranžová s bílými členícími prvky. Střechu bez věže pokrývají lisované šablony, původně byla krytá šindelem. Interiér je zaklenutý českou plackou. Z původního mobiliáře se nedochovalo nic. V kapli stojí malý dřevěný oltář, stěny zdobí několik menších obrazů.

## Okolí kaple
Necelých 100 metrů severně stojí bývalá kyjovská škola, kolem které prochází Köglerova naučná stezka. Přibližně 200 metrů jižním směrem se nachází Kyjovská přehrada.

## Galerie

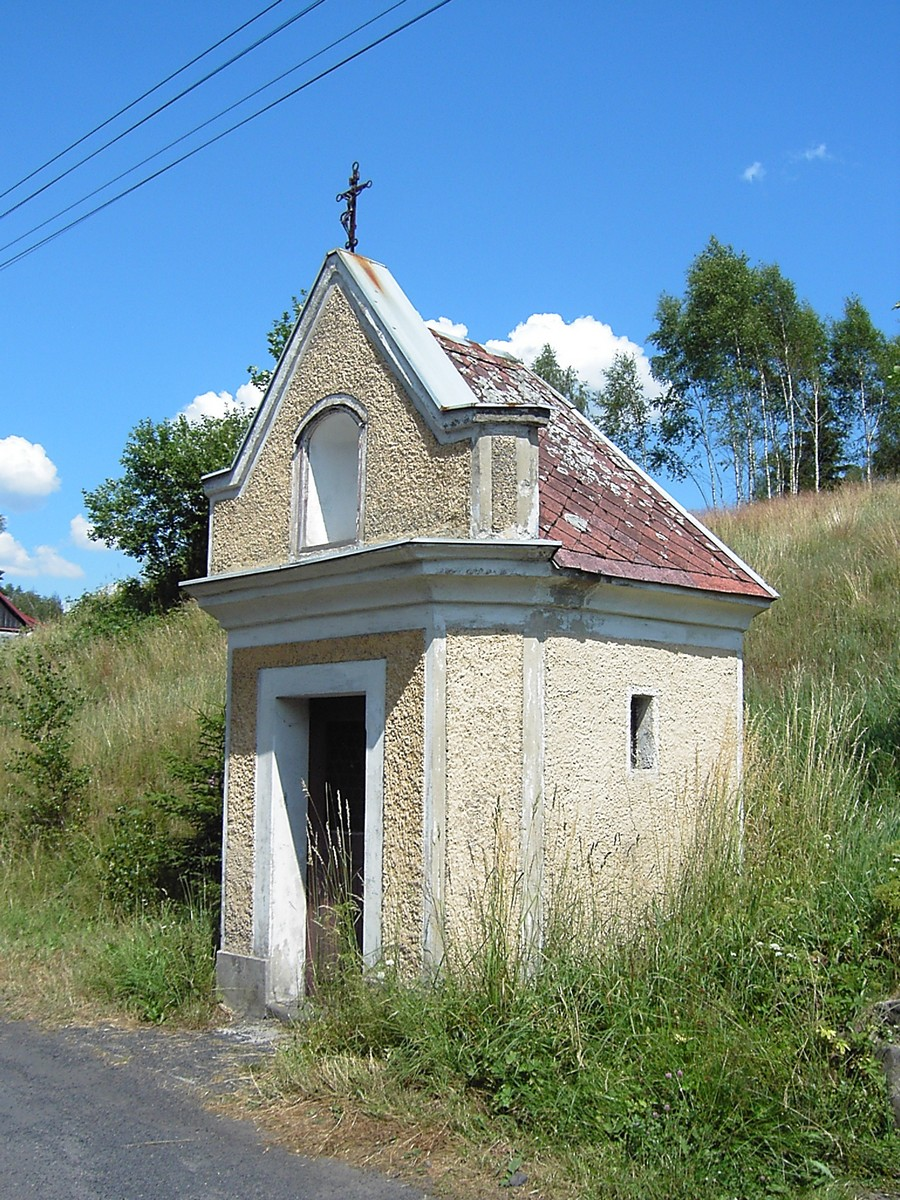
Kaple v roce 2006
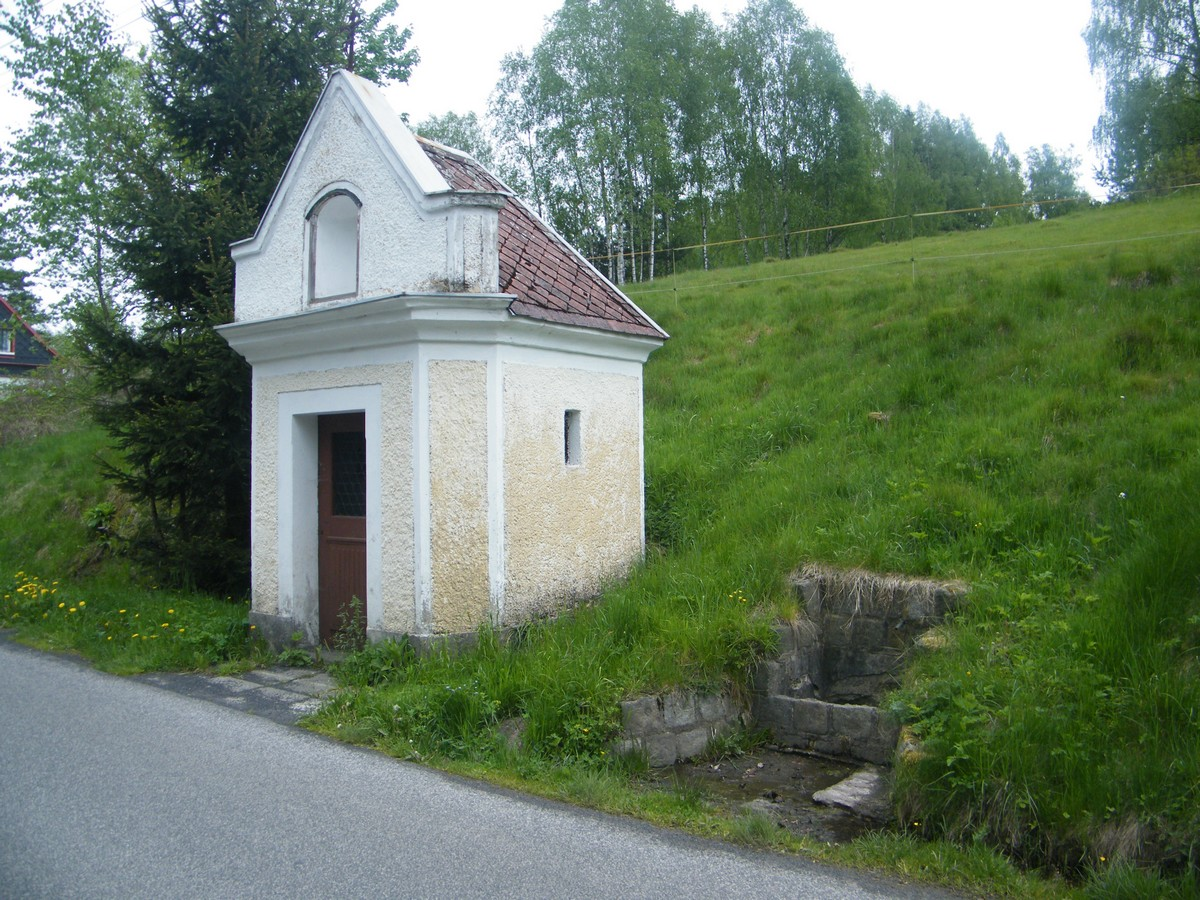
Kaple před rekonstrukcí v roce 2016
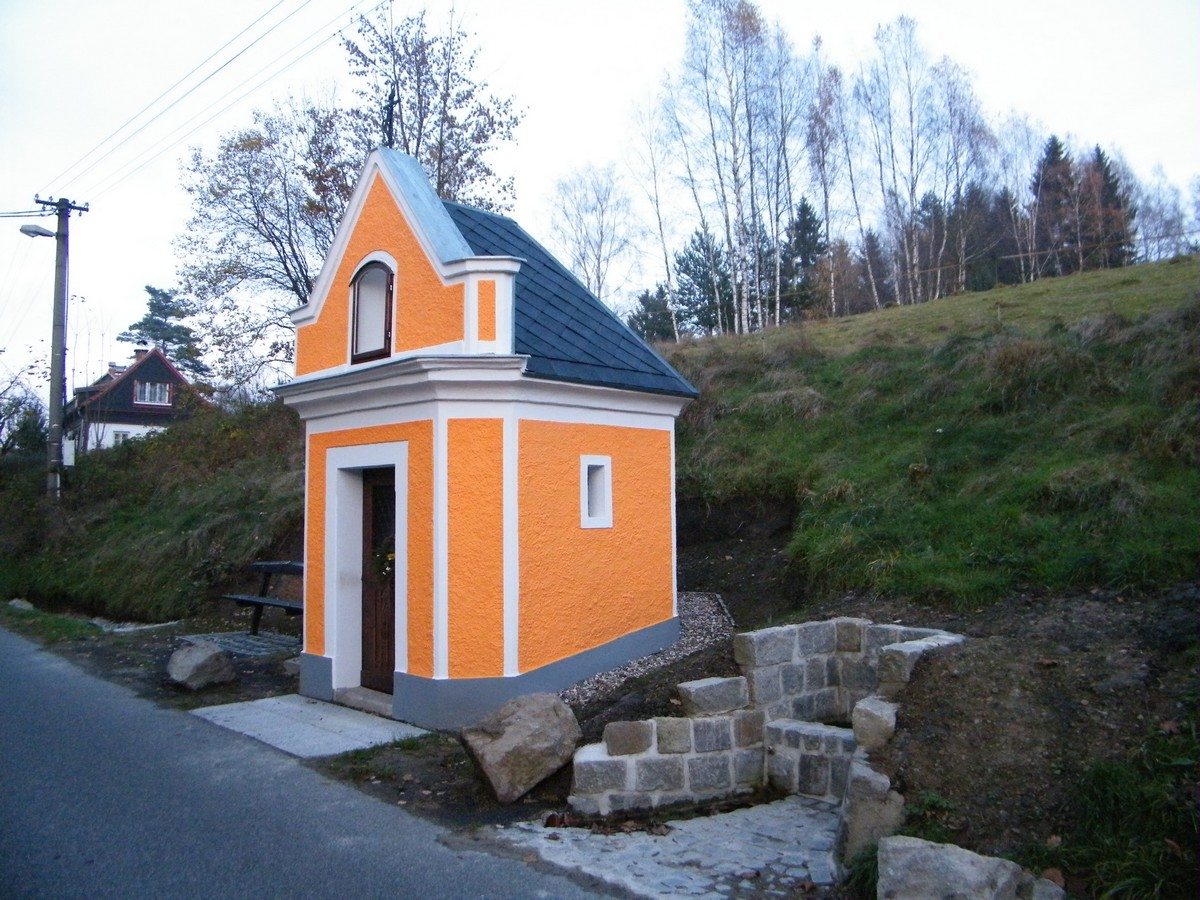
Kaple po rekonstrukci v roce 2016
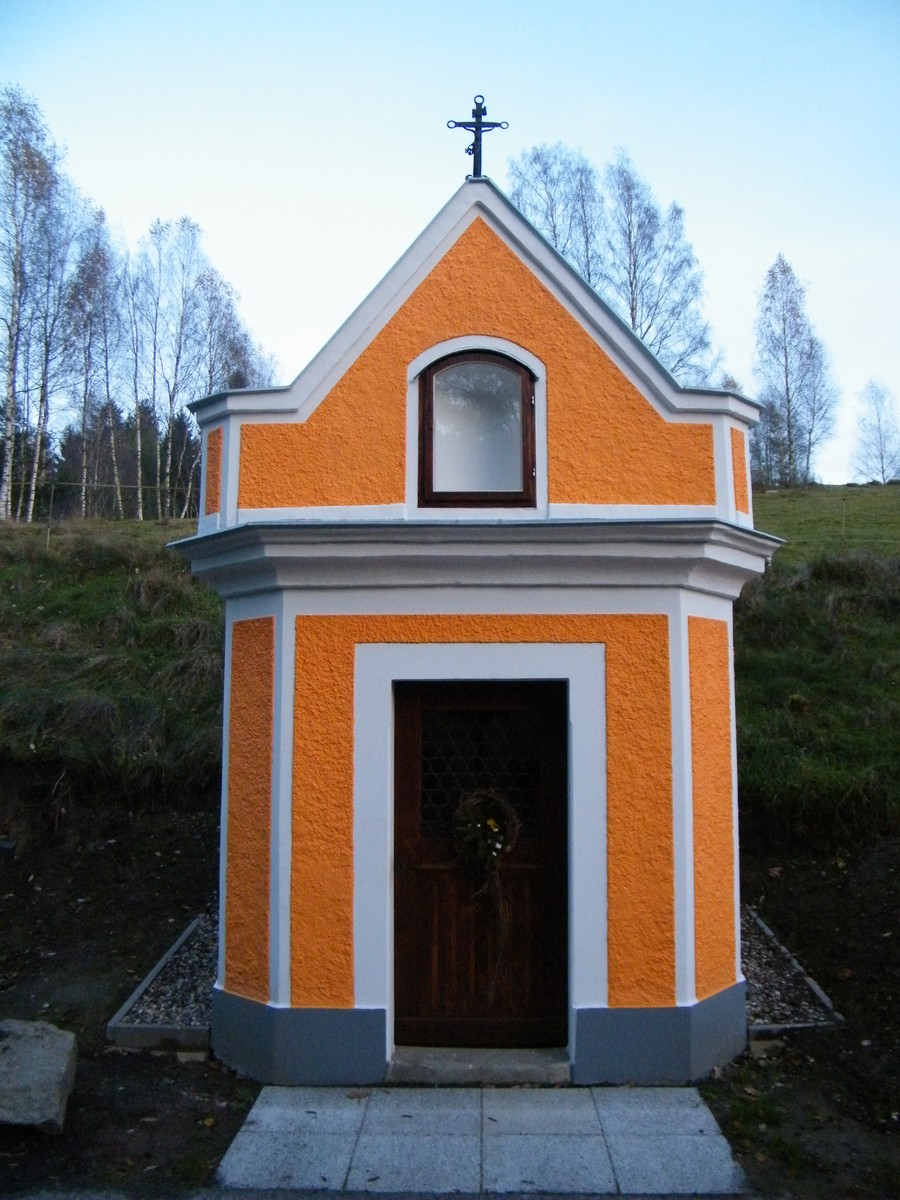
Kaple po rekonstrukci v roce 2016